# Grande Prêmio da Áustria de 1977
Resultados do Grande Prêmio da Áustria de Fórmula 1 realizado em Österreichring em 14 de agosto de 1977. Décima segunda etapa da temporada, nele aconteceu a primeira vitória do australiano Alan Jones e a única da equipe Shadow.

## Classificação da prova
| Pos. | Nº | Piloto             | Construtor         | Voltas | Tempo/Diferença   | Grid | Pontos |
| ---- | -- | ------------------ | ------------------ | ------ | ----------------- | ---- | ------ |
| 1    | 17 | Alan Jones         | Shadow-Ford        | 54     | 1:37:16.49        | 14   | 9      |
| 2    | 11 | Niki Lauda         | Ferrari            | 54     | + 20.13           | 1    | 6      |
| 3    | 8  | Hans-Joachim Stuck | Brabham-Alfa Romeo | 54     | + 34.5            | 4    | 4      |
| 4    | 12 | Carlos Reutemann   | Ferrari            | 54     | + 34.75           | 5    | 3      |
| 5    | 3  | Ronnie Peterson    | Tyrrell-Ford       | 54     | + 1:02.09         | 15   | 2      |
| 6    | 2  | Jochen Mass        | McLaren-Ford       | 53     | + 1 volta         | 9    | 1      |
| 7    | 24 | Rupert Keegan      | Hesketh-Ford       | 53     | + 1 volta         | 20   |        |
| 8    | 7  | John Watson        | Brabham-Alfa Romeo | 53     | + 1 volta         | 12   |        |
| 9    | 27 | Patrick Nève       | March-Ford         | 53     | + 1 volta         | 22   |        |
| 10   | 30 | Brett Lunger       | McLaren-Ford       | 53     | + 1 volta         | 17   |        |
| 11   | 28 | Emerson Fittipaldi | Fittipaldi-Ford    | 53     | + 1 volta         | 23   |        |
| 12   | 33 | Hans Binder        | Penske-Ford        | 53     | + 1 volta         | 19   |        |
| 13   | 4  | Patrick Depailler  | Tyrrell-Ford       | 53     | + 1 volta         | 10   |        |
| 14   | 34 | Jean-Pierre Jarier | Penske-Ford        | 52     | + 2 voltas        | 18   |        |
| 15   | 19 | Vittorio Brambilla | Surtees-Ford       | 52     | + 2 voltas        | 13   |        |
| 16   | 18 | Vern Schuppan      | Surtees-Ford       | 52     | + 2 voltas        | 25   |        |
| 17   | 36 | Emilio de Villota  | McLaren-Ford       | 50     | Acidente          | 26   |        |
| Ret  | 20 | Jody Scheckter     | Wolf-Ford          | 45     | Spun Off          | 8    |        |
| Ret  | 1  | James Hunt         | McLaren-Ford       | 43     | Motor             | 2    |        |
| Ret  | 23 | Patrick Tambay     | Ensign-Ford        | 41     | Motor             | 7    |        |
| Ret  | 6  | Gunnar Nilsson     | Lotus-Ford         | 38     | Motor             | 16   |        |
| Ret  | 16 | Arturo Merzario    | Shadow-Ford        | 29     | Câmbio            | 21   |        |
| Ret  | 26 | Jacques Laffite    | Ligier-Matra       | 21     | Vazamento de óleo | 6    |        |
| Ret  | 5  | Mario Andretti     | Lotus-Ford         | 11     | Motor             | 3    |        |
| Ret  | 10 | Ian Scheckter      | March-Ford         | 2      | Acidente          | 24   |        |
| Ret  | 22 | Clay Regazzoni     | Ensign-Ford        | 0      | Acidente          | 11   |        |
| DNQ  | 38 | Brian Henton       | March-Ford         |        |                   |      |        |
| DNQ  | 39 | Ian Ashley         | Hesketh-Ford       |        |                   |      |        |
| DNQ  | 25 | Hector Rebaque     | Hesketh-Ford       |        |                   |      |        |
| DNQ  | 9  | Alex Dias Ribeiro  | March-Ford         |        |                   |      |        |

## Tabela do campeonato após a corrida
| Pos. | Piloto           | Pontos |
| ---- | ---------------- | ------ |
| 1    | Niki Lauda       | 54     |
| 2    | Jody Scheckter   | 38     |
| 3    | Carlos Reutemann | 34     |
| 4    | Mario Andretti   | 32     |
| 5    | James Hunt       | 22     |

| Pos. | Construtor         | Pontos  |
| ---- | ------------------ | ------- |
| 1    | Ferrari            | 71 (73) |
| 2    | Lotus-Ford         | 47      |
| 3    | Wolf-Ford          | 38      |
| 4    | McLaren-Ford       | 35      |
| 5    | Brabham-Alfa Romeo | 27      |

- Nota: Somente as primeiras cinco posições estão listadas. As dezessete etapas de 1977 foram divididas em um bloco de nove e outro de oito corridas onde cada piloto descartava um resultado por bloco e no mundial de construtores computava-se apenas o melhor resultado de cada equipe por prova.